# موسوعة الثقافة الفلسطينية قبل النكبة
موسوعة الثقافة الفلسطينية قبل النكبة هي موسوعة ثقافية تهدف إلى جمع كل ما يتعلق بالحياة الثقافية في فلسطين قبل نكبة عام 1948. صدرت الموسوعة المكتوبة باللغة العربية بطبعة واحدة عام 2022، عن وزارة الثقافة الفلسطينية. وجاءت الموسوعة في مجلد واحد يقع في (521) صفحة من القطع الكبير، مرتبة حسب الحروف الهجائية، كتب مقدمتها الدكتور محمد اشتيه، والتوطئة للدكتور عاطف أبو سيف، وتناولت مجالات عديدة منها: أعلام وصحف ومجلات ومسرح ومكتبات ودور نشر وتراث وغيرها الكثير.
وهي وثيقة تضاف للمكتبة الفلسطينية، حيث قدمت صورة للإزدهار الثقافي في المجتمع الفلسطيني قبل النكبة في شتى مناحي الحياة.

## المحتوى
وثقت الموسوعة الإنتاجات الثقافية والتراثية والنشاطات الفنية والإبداع الفلسطيني لتؤكد على حيوية الحياة الثقافية والأدبية في فلسطين قبل النكبة من خلال عناوين كبيرة منها:
- التراث ويشمل عناصر التراث غير المادي بما في ذلك الأزياء الشعبية والحرف والمشغولات اليدوية مثل: التطريز، الثوب، النسيج والنول، النحت على الخشب.
- أعلام وشخصيات عامة شملت الموسوعة على 500 علم من خطاطين، روائيين، تربويين، مؤرخين، فنانيين منهم: إبراهيم صنوبر، أنورالخطيب، خليل بيدس، خليل السكاكيني، خليل طوطح، محمود العابدي، نجوى قعوار، نجاتي صدقي ونجيب نصار، هند الحسيني، أحمد الشقيري، أسمى طوبي، أنور النشاشيبي، فؤاد نصار، إبراهيم العراني، نوح إبراهيم، أحمد الشقيري، أسمى طوبي، أنور النشاشيبي، محمود الكرمي، فؤاد البستاني، إسكندر الخوري البيتجالي، حنا أبو حنا، أحمد خليفة، إميل حبيبي، بولس شحادة، صبري الشريف، معين بسيسو، كامل قسطندي، ماري شحادة، إسماعيل شموط، حنا مسمار، فاطمة المحب، إسعاف النشاشيبي، أكرم زعيتر، حبيب خوري، روحي الخالدي، عارف العارف، عبد الرحيم محمود، محمد عزة دروزة، أنطوان شكري لورانس، عجاج نويهض، حنا صافية، إيليا قهويجان، أسعد منصور، إميل توما، سليم قبعين، جبرا نقولا.
- الحضارة وتشمل المظاهر الحضارية والثقافية التي وجدت في فلسطين قبل النكبة منها: الإذاعة، الأوركسترا، الطباعة، الطب العربي، العمارة في فلسطين، المخطوطات والمقاهي.
- أدب ويشمل الرواية والشعر والترجمة والقصة القصيرة والكتب مثل: الوارث، بين الأسر والحرية، الحياة بعد الموت.
- فنون  ويشمل دور سينما وأفلام وفن تشكيلي وموسيقى ومسرح وغناء شعبي.
- صحف ومجلات ونشرات وتشمل 116 عنوان من أسماء الصحف والمجلات منها: الاتحاد، الأخبار، جريدة فلسطين، النفائس، الشعب، الهدف، بيان المدرسة الوطنية الاسقفية الثانوية، بيت المقدس، النفير، المعارف والكرمل.
- مقاهي وأندية ثقافية وتشمل 72 عنوان من الأندية الرياضية والفنية والمقاهي التي شهدت عروضاً فنية مثل: مقهى أبو شاكوش، زهرة الشرق، المنتدى الأدبي.
- مصورون ومحلات تصوير مثل: دار التصوير العربية، المصورون الشرق أوسطيون، المصور الفني، خليل رعد وكريمة عبود.
- مطبعة ودار نشر ومكتبات وتشمل 115 عنوان من المطابع والمكتبات التي إختصت بطباعة الكتب والدعايات والإعلانات مثل بيت المقدس، مرآة الشرق، ودار الزهراء للطباعة والنشر.
- مواسم ويشمل المواسم الشعبية مثل: موسم النبي موسى، موسم النبي صالح، روبين، وشطحة ستنا مريم.

## قيل عنها
- قال الدكتور محمد اشتية رئيس الوزراء: إن موسوعة الثقافة الفلسطينية قبل النكبة مساهمة بحثية هامة لتعزيز مصداقية روايتنا، وتدعيم موقفنا في مواجهة الإحتلال ورواياته المزيفة عن فلسطين. إن حرصنا على تاريخنا وروايتنا هو دليل على حرصنا على مستقبل أولادنا وحرية شعبنا نحو الإستقلال وإقامة دولتنا وعاصمتنا القدس بيت الأنبياء.[9]
- قال الدكتور عاطف أبو سيف وزير الثقافة: هذه الموسوعة جزء من جهد يسعى إلى تسليط الضوء على الحياة الثقافية في البلاد خلال القرون الثلاثة الماضية ولو لم تحدث النكبة لواصل الشعب الفلسطيني إبداعه وتألقه في مجالات المعرفة الحقيقية، ولواصلت المدن الفلسطينية الكبرى تحولها وتحقيقها لمكانتها الاقليمية والعالمية مستندة إلى ما يجري فيها من توسع وإبداع، ومستندة إلى تاريخ عريق من الحضارة والمدنية.[10]
- قال الدكتور جوني منصور: في ظل الظروف الصعبة الراهنة بأن تطلق وزارة الثقافة الفلسطينية هذه الموسوعة فهذا بحد ذاته تحدّ لأكبر علم إسرائيلي يرفعونه هنا، وهو حماية لثقافتنا من الإندثار، وعن أهمية هذا العمل أشار أنه مُهمّ من أجل إحياء الثقافة التي أنتجها شعبنا منذ عشرات السنين. فنحن رغم أننا شعب كان ومازال مستهدفاً، كنّا نستهلك ثقافة وننتج ثقافة أيضاً. لهذا تعتبر الموسوعة هذه فعلاً ثورياً ومخرزاً في أعين من يلغون روايتنا، وهي حرب فكرية تؤكد أنّ أرضنا لم تكن يوما خاوية بل هي أرض لشعب سكنها وعاش فيها وأنتج.[7]